# Krautwiller
Krautwiller (deutsch Krautweiler) ist eine französische Gemeinde mit 230 Einwohnern (Stand 1. Januar 2021) im Département Bas-Rhin in der Europäischen Gebietskörperschaft Elsass und in der Region Grand Est. Am 1. Januar 2015 wechselte Krautwiller vom Arrondissement Strasbourg-Campagne zum Arrondissement Haguenau-Wissembourg.

## Geschichte

### Mittelalter
Im Jahr 742 hieß der Ort „Chrodoltesvillare“. Krautweiler wurde 1343 durch die Herren von Lichtenberg dem Ritter Simunt Fürst abgekauft und ihrem Amt Brumath zugeordnet. Es war ein Lehen des Kurfürsten und Erzbischofs von Mainz. Später bildete es ein Kondominat, an dem die Grafschaft Hanau-Lichtenberg einen Anteil von ¾ hatte.
Anna von Lichtenberg (* 1442; † 1474), eine der beiden Erbtöchter Ludwig V., heiratete 1458 den Grafen Philipp I. den Älteren von Hanau-Babenhausen (* 1417; † 1480), der eine kleine Sekundogenitur aus dem Bestand der Grafschaft Hanau erhalten hatte, um sie heiraten zu können. Durch die Heirat entstand die Grafschaft Hanau-Lichtenberg. Nach dem Tod des letzten Lichtenbergers, Graf Jakob, eines Onkels von Anna, erhielt Philipp I. d. Ä. 1480 die Hälfte der Herrschaft Lichtenberg, die andere Hälfte gelangte an seinen Schwager, Simon IV. Wecker von Zweibrücken-Bitsch. Das Amt Brumath wurde dabei zunächst ein Kondominat zwischen Hanau-Lichtenberg und Zweibrücken-Bitsch. Unter der Regierung des Grafen Philipp III. von Hanau-Lichtenberg kam es dann zu einer Realteilung: Das Amt Brumath kam ganz zu Zweibrücken-Bitsch. Dagegen gelangte das Amt Willstätt, das ebenfalls aus dem Lichtenberger Erbe stammte und ein Kondominat zwischen beiden Häusern war, ganz zur Grafschaft Hanau-Lichtenberg.

### Neuzeit
Allerdings kam es 1570 zu einem weiteren Erbfall, der auch das Amt Brumath und damit das Dorf Krautweiler zur Grafschaft Hanau-Lichtenberg brachte: Graf Jakob von Zweibrücken-Bitsch (* 1510; † 1570) und sein schon 1540 verstorbener Bruder Simon V. Wecker hinterließen nur jeweils eine Tochter als Erbin. Die Tochter des Grafen Jakob, Margarethe (* 1540; † 1569), war mit Philipp V. von Hanau-Lichtenberg (* 1541; † 1599) verheiratet. Zu dem sich aus dieser Konstellation ergebenden Erbe zählte auch die zweite, nicht bereits durch Hanau-Lichtenberg regierte, Hälfte der ehemaligen Herrschaft Lichtenberg und darin auch das Amt Brumath mit Krautweiler. 1570 wurde durch den regierenden Grafen von Hanau-Lichtenberg auch in Krautweiler die Reformation durchgeführt und zwar in der lutherischen Variante.
Durch die Reunionspolitik Frankreichs fiel 1680 auch das Amt Brumath und das Dorf Krautweiler unter französische Oberhoheit.
1717/1718 konnte der Graf von Hanau durch einen Patentbrief des französischen Königs Ludwig XV. die Hoheitsrechte an der Stadt Brumath und der gleichnamigen Burg, die Jagdrechte des Stephansfelder Hospitals sowie die Hoheitsrechte an den Dörfern Krautweiler, Gries, Waltenheim und der Burg Arnsberg für 25.000 Livres von Kurmainz kaufen. Sie waren damit keine Lehen mehr, sondern Allod. 1736 starb mit Graf Johann Reinhard III. der letzte männliche Vertreter des Hauses Hanau. Aufgrund der Ehe seiner einzigen Tochter, Charlotte (* 1700; † 1726), mit dem Erbprinzen Ludwig (VIII.) (* 1691; † 1768) von Hessen-Darmstadt erbte dieser die Grafschaft Hanau-Lichtenberg. Im Zuge der Französischen Revolution fiel dann der linksrheinische Teil der Grafschaft Hanau-Lichtenberg – und damit auch Krautweiler – an Frankreich.

### Bevölkerungsentwicklung
| 1798 | 1962 | 1968 | 1975 | 1982 | 1990 | 1999 | 2005 | 2013 |
| ---- | ---- | ---- | ---- | ---- | ---- | ---- | ---- | ---- |
| 164  | 94   | 101  | 117  | 131  | 136  | 153  | 191  | 198  |

## Verkehr
Im Osten wird die Gemeinde von der Autoroute A4 tangiert.